# 保加利亚—土耳其边界

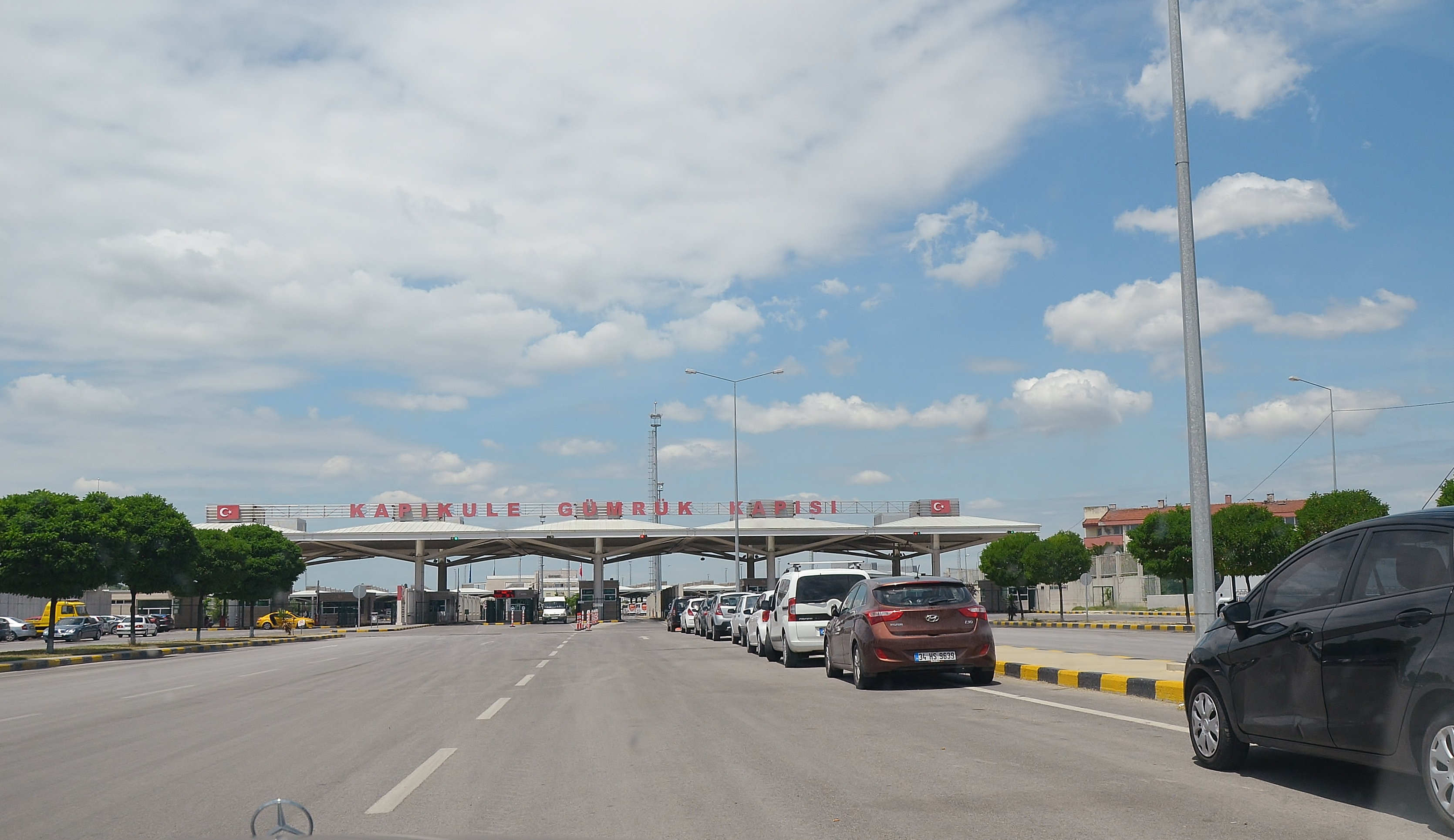
Kapıkule边境，从保加利亚往土耳其方向。

保加利亚-土耳其边界（羅馬化：Granitsata mezhdu Bŭlgariya i Turtsiya）是保加利亚共和国和土耳其共和国之间269（167英里）长的国际边界。它是土耳其第三长的边界，仅次于与叙利亚和伊朗的边界，也是保加利亚最短的边界。

## 边界屏障

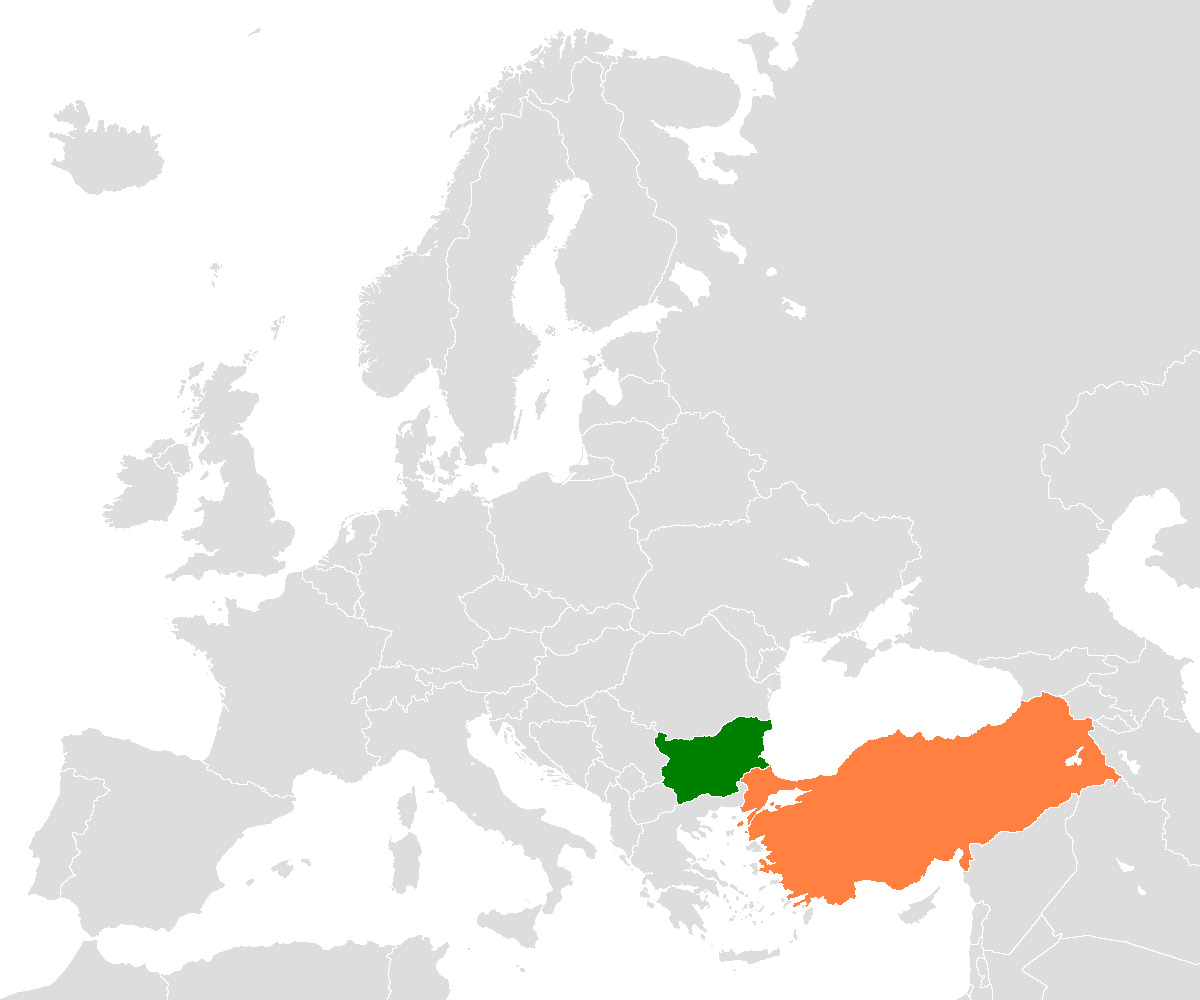
保加利亚
土耳其

针对欧洲移民危机，保加利亚设置了边界屏障，以阻止非法越境的涌入。截至2016年6月，166（103英里）的规划屏障已经建成了近146（91英里）。2014年1月，保加利亚开始在与土耳其的边界建造一个30公里长的安全围栏，以遏制来自中东和北非的难民潮。围栏高10英尺（3.0），用铁丝网围绕，覆盖了Lesovo边境检查站和Golyam Dervent村之间的边界。保加利亚军队在2014年7月完成了防护屏障，耗资约500万欧元。由于新的围栏，在设施附近的非法越界企图减少了七倍。土耳其驻保加利亚大使Suleyman Gokce对边界围栏表示不满，称边界围栏引起人们对该法案所传达的政治信息的思考。
2015年初，政府宣布对铁丝网围栏延长130公里，以完全保护陆地边界。总理博伊科·鲍里索夫称这一延长是“绝对必要的”，以防止有人非法进入欧盟成员国。保加利亚议会决定继续在与土耳其边界修建围墙，但由于需要维护国家安全，因此没有启动公共采购程序。围栏的最后一段完全封锁了保加利亚与土耳其的边界。截至2016年3月，规划166（103英里）的隔离墙已经修建了近100（62英里）。截至2016年6月，建成了146（91英里）的隔离墙。

## 口岸
整个边界有三个过境点，两个用于车辆通行，另一个用于车辆和铁路交通。三个之中最繁忙的Kapıkule，也是世界上最繁忙的边界检查站之一。
| 土耳其检查站 | 省           | 保加利亚检查站   | 州       | 开放           | 在土耳其的路线                   | 在保加利亚的路线                  | 状态 |
| ------------ | ------------ | ---------------- | -------- | -------------- | -------------------------------- | --------------------------------- | ---- |
| Kapıkule     | 埃迪爾內     | Kapitan Andreevo | 哈斯科沃 | 1953年9月4日   | D.100 Pehlivanköy–斯维伦格勒铁路 | A4 I-9 Pehlivanköy–斯维伦格勒铁路 | 开放 |
| Hamzabeyli   | 埃迪爾內     | Lesovo           | 揚博爾   | 2004年11月22日 | D.535                            | I-7                               | 开放 |
| Dereköy      | 克爾克拉雷利 | 小特爾諾沃       | 布爾加斯 | 1969年7月18日  | D.555                            | I-9                               | 开放 |